# کتابخانه‌ها در لسوتو
لسوتو از سال ۲۰۱۳ دارای سه کتابخانه اصلی است: کتابخانه ملی، کتابخانه توماس موفولو و آرشیو ملی در دانشگاه لسوتو و موزه و آرشیو موریجا، در این کتابخانه‌ها طیف وسیعی از کتابهای آکادمیک و تحقیقاتی، مراکز اسناد، کتابخانه‌های مدارس، کتابخانه‌های ویژه، کتابخانه‌های عمومی و سیستم خدمات کتابخانه ملی وجود دارد.
کتابخانه ملی لسوتو در پایتخت ملی مازرو واقع شده است و در سال ۲۰۰۷ مجموعه‌ای شامل ۸۸۰۰۰ جلد در خود جای داده بود. کتابخانه توماس موفولو، واقع در دانشگاه لسوتو، در روستای روما، حدود ۳۴ کیلومتر از ماسرو قرار دارد و با مجموعه ای حدود ۱۷۰۰۰۰ جلد از سال ۲۰۰۷ بزرگتر است. آرشیو ملی در زیرزمین کتابخانه دانشگاه لسوتو قرار دارد. که حاوی طیف وسیعی از مطالب، از جمله روزنامه‌های مربوط به اوایل قرن بیستم و تقریباً مجموعه کاملی از گزارش‌های سالانه استعماری باسوتولند هستند. در سال ۲۰۰۵ با سرمایه‌گذاری چینی‌ها در کتابخانه ملی و مجموعه‌های آرشیو در آنها تقویت شدند. اگرچه بسیاری از اسناد رسمی دادگاه از بین رفته است، اما مطالب قابل توجهی از دوره استعمار باقی مانده است. یک سپرده قانونی توسط انجمن کتابخانه لسوتو در حدود سال ۱۹۸۷ پیشنهاد شد، اما تا سال ۱۹۹۹ ایجاد نشده بود.